# Sergio Mendoza
Sergio Giovany Mendoza Escobar (El Progreso, 1981. május 23. –) hondurasi válogatott labdarúgó.
A hondurasi válogatott tagjaként részt vett a 2007-es CONCACAF-aranykupán és a 2010-es világbajnokságon.

## Sikerei, díjai
Real España
- Hondurasi bajnok (1): 2003–04 Apertura

Olimpia
- Hondurasi bajnok (2): 2007–08 Clausura, 2008–09 Apertura